# Pizzo Farno
Il Pizzo Farno è una montagna delle Alpi Orobie alta 2506 m. 

## Localizzazione
Posto a cavallo tra i territori dei comuni di Carona e Ardesio, il pizzo si innalza lungo la cresta che divide val Brembana e val Seriana tra il monte Aviasco e il monte Corte. La sua mole triangolare delimita a nord il bacino del Lago Colombo, a sud-ovest il bacino dei Laghi Gemelli e a sud-est la val Sanguigno.

## Accessi

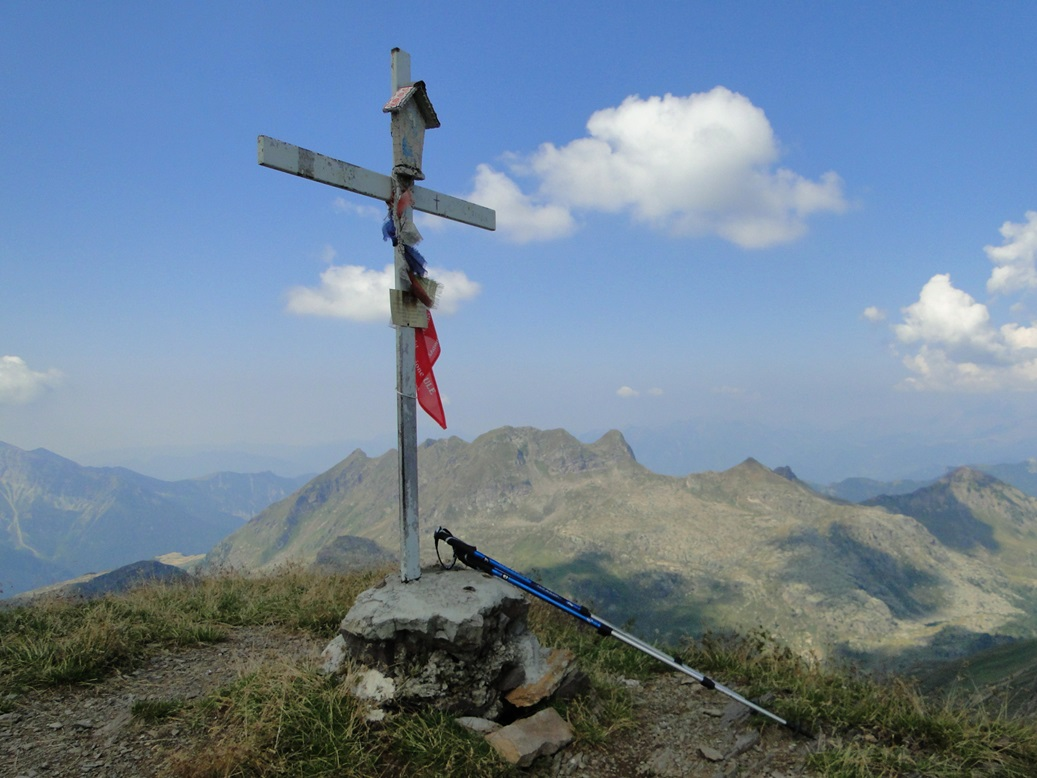
La croce di vetta

Le vie più rapide per raggiungere la vetta partono da Carona in val Brembana e da Valcanale di Ardesio in val Seriana.
Partendo da Carona, appena entrati nell'abitato bisogna prendere subito a destra, attraversare la diga e percorrere la strada che costeggia il lago di Carona fino al piazzale antistante un bar. Da qui parte il sentiero per i Laghi Gemelli, che sale attraverso una pineta ripida incrociando in diversi punti la teleferica dell'ENEL fino al Lago Marcio. Si costeggia il lago a sud fino a giungere in vista del Lago Casere.
Qui si incrocia il sentiero che sale da Branzi, e si prende in direzione nord-est fino a raggiungere i Laghi Gemelli. Si attraversa quindi la diga per dirigersi verso il Lago Colombo. Arrivati al lago, anziché attraversare la diga si prosegue a sud del lago e, subito all'inizio del bacino, si sale per il ripido canale a destra che sale fino al passo a nord del pizzo. Da qui un'ultima salita conduce alla croce in vetta. Dal Lago Colombo il sentiero non è segnato.
Dai Laghi Gemelli si può inoltre raggiungere la vetta prendendo per il sentiero che, attraversata la diga, costeggia i laghi a est. Si prosegue fino ad attraversare il secondo ruscello e, dopo la salita, si prende per il sentiero poco battuto che sale per l'avvallamento a est fino a raggiungere il passo a nord del pizzo.
Un'ultima via d'accesso prevede la risalita da Valcanale di Ardesio. Da qui si prende il sentiero per il rifugio Alpe Corte e si prosegue in direzione nord per la valle della corte passando la baita Corte di Mezzo e la baita Corte Alta, quindi si sale per il passo dei Laghi Gemelli e si attraversa la pancia del monte Corte fino ad unirsi al sentiero che sale dai Laghi Gemelli.